# 2006 في الولايات المتحدة
فيما يلي قوائم الأحداث التي وقعت خلال عام 2006 في الولايات المتحدة.

## أحداث
- 27 أغسطس – كوم للطيران الرحلة 5191

## سياسة

### تعيين في المنصب
- 1 يناير – تيم غريفين المدعي العام [الإنجليزية]‏.
- 14 يناير – تيم كين حاكم فرجينيا [الإنجليزية]‏.
- 17 يناير – جون كورزاين حاكم نيو جيرسي [الإنجليزية]‏.
- 10 مايو – توني سنو السكرتير الصحفي للبيت الأبيض.
- 30 مايو – مايكل هايدن مدير وكالة المخابرات المركزية (2005 - الان).
- 7 يونيو – ديرك كيمبثورن وزير داخلية الولايات المتحدة.
- 10 يوليو – هنري بولسون وزير الخزانة الأمريكي.
- 17 أكتوبر – ماري بيترز وزير النقل الأمريكي.
- 4 ديسمبر – سارة بالين حاكم ألاسكا [الإنجليزية]‏.
- 18 ديسمبر – روبرت غيتس وزير الدفاع الأمريكي.

### انتهاء فترة المنصب
- 1 يناير – بيتر روسكام عضو مجلس ولاية إلينوي.
- 1 يناير – تيم كين نائب حاكم فرجينيا [الإنجليزية]‏.
- 1 يناير – رون كلاين عضو مجلس ولاية فلوريدا.
- 1 يناير – كيث إليسون عضو مجلس نواب مينيسوتا.
- 1 يناير – ماركو روبيو Majority leader [الإنجليزية]‏.
- 1 يناير – مايكل هايدن مدير الاستخبارات القومية.
- 1 يناير – ميشيل باكمان عضو مجلس ولاية مينيسوتا.
- 1 يناير – هاري ميتشيل عضو مجلس ولاية أريزونا.
- 3 يناير – جوردون إنجلاند الأمين العام.
- 3 يناير – جون بينر رئيس المؤتمر الجمهوري لمجلس النواب الأمريكي [الإنجليزية]‏.
- 17 يناير – جون كورزاين عضو مجلس الشيوخ الأمريكي.
- 31 مارس – غيل نورتون وزير داخلية الولايات المتحدة.
- 5 مايو – بورتر جوس مدير وكالة المخابرات المركزية (2005 - الان).
- 10 مايو – سكوت ماكليلان السكرتير الصحفي للبيت الأبيض.
- 26 مايو – ديرك كيمبثورن Governor of Idaho  [لغات أخرى]‏.
- 7 أغسطس – نورمان مينيتا وزير النقل الأمريكي.
- 18 ديسمبر – دونالد رامسفيلد وزير الدفاع الأمريكي.
- 31 ديسمبر – جورج باتاكي حاكم نيويورك [الإنجليزية]‏.
- 31 ديسمبر – جيم غيبونز عضو مجلس النواب الأمريكي.

## رياضة
- 1 يناير – أمريكا المفتوحة 2006
- 2 يوليو – جائزة الولايات المتحدة الكبرى 2006 الفائز مايكل شوماخر.

## ظهور
- 1 يناير – أميريكان أوذورس
- 1 يناير – إل إم إف أي أو
- 1 يناير – بون إيفار
- 1 يناير – دوتري
- 1 يناير – ذا غاسلايت أنثيم
- 1 يناير – فامباير ويكند
- 1 يناير – كرانشي رول
- 22 أغسطس – أوريون

## أفلام
من الأفلام التي صدرت هذه السنة في الولايات المتحدة:
- 1 يناير – 16 بناية من إخراج ريشارد دونر.
- 1 يناير – آخر ملوك اسكتلندا من إخراج كيفين ماكدونالد.
- 1 يناير – آر في من إخراج باري سونيدفيلد.
- 1 يناير – أ برايري هوم كومبانيون من إخراج روبرت ألتمان.
- 1 يناير – أبوكاليبتو من إخراج ميل غيبسون.
- 1 يناير – أرض العميان من إخراج روبرت إدواردز.
- 1 يناير – أرقص معي من إخراج ليز فرايدلاندر.
- 1 يناير – أصدقاء مع المال من إخراج نيكول هولوفسنر.
- 1 يناير – أفاعي في طائرة من إخراج دايفيد إليس.
- 1 يناير – أمريكا: الحرية إلى الفاشية من إخراج هارون روسو.
- 1 يناير – أوقات قاسية من إخراج ديفيد آير.
- 1 يناير – ابق حيا من إخراج ويليام برينت بيل.
- 1 يناير – الآنسة بوتر من إخراج كريس نونان.
- 1 يناير – البحرية من إخراج John Bonito ‏.
- 1 يناير – الحالم من إخراج جون جاتنز.
- 1 يناير – الحظيرة من إخراج ستيف أويديكيرك.
- 1 يناير – الحقد 2 من إخراج تاكاشي شيموزو.
- 1 يناير – الرجل الغصن من إخراج Neil LaBute [الإنجليزية]‏.
- 1 يناير – الشبكة 2.0 من إخراج تشارلز فينكلر.
- 1 يناير – الضباب من إخراج Rupert Wainwright [الإنجليزية]‏.
- 1 يناير – العاشر والذئب من إخراج Robert Moresco [الإنجليزية]‏.
- 1 يناير – العالم الجديد من إخراج تيرينس ماليك.
- 1 يناير – العالم السفلي: تطور من إخراج لين وايزمان.
- 1 يناير – العطلة الأخيرة من إخراج واين وانغ.
- 1 يناير – العقد من إخراج بروس بيريسفورد.
- 1 يناير – الفطيرة الأمريكية 5: الميل العاري من إخراج Joe Nussbaum [الإنجليزية]‏.
- 1 يناير – الكلب ألفا من إخراج نيك كاسافيتس.
- 1 يناير – المخادع من إخراج نيل بيرغر.
- 1 يناير – المرح مع ديك وجين من إخراج Dean Parisot [الإنجليزية]‏.
- 1 يناير – المكسور من إخراج Alan White ‏.
- 1 يناير – الميثاق من إخراج ريني هارلن.
- 1 يناير – الناس الطبيعية تخيفني
- 1 يناير – النافورة من إخراج دارين أرنوفسكي.
- 1 يناير – النمر الوردي من إخراج شون ليفي.
- 1 يناير – الوجهة النهائية 3 من إخراج جيمس وونغ (كاتب).
- 1 يناير – امرأة في الماء من إخراج إم. نايت شيامالان.
- 1 يناير – إبقى من إخراج مارك فورستر.
- 1 يناير – إنسايد مان من إخراج سبايك لي.
- 1 يناير – إيراغون من إخراج Stefen Fangmeier [الإنجليزية]‏.
- 1 يناير – إيون فلوكس من إخراج كارين كوساما.
- 1 يناير – بانديداس من إخراج Joachim Rønning [الإنجليزية]‏، إسبن ساندبرغ.
- 1 يناير – برايم من إخراج بين يونغر.
- 1 يناير – بينلوبي من إخراج مارك بالانسكي [الإنجليزية]‏.
- 1 يناير – تأثير الفراشة 2 من إخراج John R. Leonetti [الإنجليزية]‏.
- 1 يناير – تشيبر باي ذا دوزن 2 من إخراج آدم شانكمان.
- 1 يناير – جارهيد من إخراج سام ميندز.
- 1 يناير – جدار حماية من إخراج Richard Loncraine [الإنجليزية]‏.
- 1 يناير – محور الشر من إخراج James Dodson ‏.
- 1 يناير – داليا السوداء من إخراج براين دي بالما.
- 1 يناير – دليل لإدراك قديسيك من إخراج ديتو مونتيل.
- 1 يناير – دي أو أي : ميت أو حي من إخراج كوري يون.
- 1 يناير – ديجا فو من إخراج توني سكوت.
- 1 يناير – رجل الطقس من إخراج غور فيربينسكي.
- 1 يناير – رذيلة ميامي من إخراج مايكل مان.
- 1 يناير – رسائل من إيوو جيما من إخراج كلينت إيستوود.
- 1 يناير – رقم الحظ سليفين من إخراج Paul McGuigan (director) [الإنجليزية]‏.
- 1 يناير – ريل باد أرابز من إخراج سوت جهالي.
- 1 يناير – زخرفة القاعات من إخراج John Whitesell [الإنجليزية]‏.
- 1 يناير – زذورا مغامرات الفضاء من إخراج جون فافرو.
- 1 يناير – زيزيكس روود من إخراج John Penney [الإنجليزية]‏.
- 1 يناير – ستيب أب من إخراج آن فليتشر.
- 1 يناير – سنة جيدة من إخراج ريدلي سكوت.
- 1 يناير – سو 2 من إخراج دارن لين بوسمان.
- 1 يناير – سو 3 من إخراج دارن لين بوسمان.
- 1 يناير – شبكة شارلوت من إخراج غاري وينيك.
- 1 يناير – شمال المدينة من إخراج نيكي كارو.
- 1 يناير – عندما يتصل غريب من إخراج سيمون ويست.
- 1 يناير – فجر الإنقاذ من إخراج فرنر هرتزوغ.
- 1 يناير – فرو من إخراج Steven Shainberg [الإنجليزية]‏.
- 1 يناير – فيلم موعد من إخراج جايسون فرايدبيرغ، Aaron Seltzer [الإنجليزية]‏.
- 1 يناير – قالب من إخراج ريان جونسون.
- 1 يناير – قلوب وحيدة من إخراج تود روبنسون (مخرج).
- 1 يناير – كابهي ألفيدا نا كيهنا من إخراج كاران جوهر.
- 1 يناير – كابوتي من إخراج بينيت ميلر.
- 1 يناير – كرانك من إخراج برايان تايلور (كاتب)، مارك نيفيلدين.
- 1 يناير – كيف تأكل الديدان المقلية من إخراج بوب دولمان.
- 1 يناير – ماتيريال جيرلز من إخراج مارثا كوليدج.
- 1 يناير – مجرد حظي من إخراج دونالد بيتري (ممثل).
- 1 يناير – مركز التجارة العالمي من إخراج أوليفر ستون.
- 1 يناير – مشين من إخراج دوجلاس ماك جراس.
- 1 يناير – مقبول من إخراج ستيف بينك.
- 1 يناير – ملك الحرب من إخراج أندرو نيكول.
- 1 يناير – موطني موطني من إخراج لورا بويتراس.
- 1 يناير – هوليوودلاند من إخراج ألين كولتر.
- 1 يناير – هي الرجل من إخراج Andy Fickman [الإنجليزية]‏.
- 13 يناير – طريق المجد من إخراج James Gartner  [لغات أخرى]‏.
- 20 يناير – ليتل ميس سانشاين من إخراج فاليري فيرس [الإنجليزية]‏، Jonathan Dayton and Valerie Faris [الإنجليزية]‏، جوناثان دايتون [الإنجليزية]‏.
- 26 فبراير – زمردة من إخراج إليزابيث ألين روزنباوم.
- 10 مارس – فشل الانطلاق من إخراج توم داي (مخرج).
- 14 أبريل – فيلم مخيف 4 من إخراج ديفيد زاكر.
- 24 أبريل – مهمة مستحيلة 3 من إخراج جاي جاي أبرامز.
- 28 أبريل – يونايتد 93 من إخراج بول غرينغراس.
- 12 مايو – بوسيدون من إخراج ولفغانغ بيترسن.
- 17 مايو – شيفرة دا فينشي من إخراج رون هاوارد.
- 22 مايو – رجال-إكس: الوقفة الأخيرة من إخراج بريت راتنر.
- 23 مايو – بابل من إخراج أليخاندرو غونزاليز إيناريتو.
- 24 مايو – حقيقة غير مريحة من إخراج ديفيس غوغنهايم.
- 24 مايو – ماري أنطوانيت من إخراج صوفيا كوبولا.
- 27 مايو – متاهة بان من إخراج جييرمو ديل تورو.
- 1 يونيو – الانفصال من إخراج بيتن ريد.
- 4 يونيو – السرعة والغضب: قيادة طوكيو من إخراج جستن لين.
- 16 يونيو – منزل البحيرة من إخراج أليخاندرو أغريستي.
- 21 يونيو – عودة سوبرمان من إخراج براين سينجر.
- 22 يونيو – كليك من إخراج فرانك كوراسي.
- 29 يونيو – الشيطان يرتدي برادا من إخراج ديفيد فرانكل.
- 7 يوليو – صندوق الرجل الميت من إخراج غور فيربينسكي.
- 13 يوليو – أنت وأنا ودوبري من إخراج جو روسو [الإنجليزية]‏، الأخوان روسو، أنتوني روسو [الإنجليزية]‏.
- 26 يوليو – قصة ريكي بوبي من إخراج آدم مكاي.
- 27 يوليو – جون تاكر يجب أن يموت من إخراج بيتي توماس.
- 4 أغسطس – بورات من إخراج لاري تشارلز.
- 25 أغسطس – الذي لا يقهر من إخراج إيركسون كور.
- 31 أغسطس – البستاني المخلص من إخراج فرناندو ميريليس.
- 1 سبتمبر – الأطفال الصغار من إخراج تود فيلدمان.
- 2 سبتمبر – جبل بروكباك من إخراج أنغ لي.
- 3 سبتمبر – أطفال الرجال من إخراج ألفونسو كوارون.
- 4 سبتمبر – السير على الخط من إخراج جيمس مانغولد.
- 7 سبتمبر – قصة قاتل من إخراج توم تيكوير.
- 9 سبتمبر – جميع الأولاد يحبون ماندي لين من إخراج Jonathan Levine [الإنجليزية]‏.
- 9 سبتمبر – شكرا لك على التدخين من إخراج جيسون رايتمان.
- 16 سبتمبر – دليل من إخراج جون مادن.
- 17 سبتمبر – نزل من إخراج إيلي روث.
- 26 سبتمبر – المغادرون من إخراج مارتن سكورسيزي.
- 29 سبتمبر – الوصي من إخراج أندرو دايفيز.
- 30 سبتمبر – أفضل لعبة لعبت على الإطلاق من إخراج بيل باكستون.
- 6 أكتوبر – مجزرة منشار تكساس:البداية من إخراج Jonathan Liebesman [الإنجليزية]‏.
- 6 أكتوبر – موظف الشهر من إخراج جريج كوليدج.
- 7 أكتوبر – ليلة سعيدة وحظ سعيد من إخراج جورج كلوني.
- 17 أكتوبر – العظمة من إخراج كريستوفر نولان.
- 17 أكتوبر – هدف من إخراج داني كانون.
- 14 نوفمبر – كازينو رويال من إخراج مارتن كامبل.
- 23 نوفمبر – سريانا من إخراج ستيفن غاغن.
- 26 نوفمبر – القصة الأصلية من إخراج كاثرين هاردويك.
- 29 نوفمبر – مذكرات فتاة الغيشا من إخراج روب مارشال.
- 5 ديسمبر – الإجازة من إخراج نانسي مايرز.
- 8 ديسمبر – الألماس الدموي من إخراج إدورد زويك.
- 9 ديسمبر – فتيات الحلم من إخراج بيل كوندون.
- 11 ديسمبر – الراعي الصالح من إخراج روبرت دي نيرو.
- 11 ديسمبر – ثاء رمزا للثأر من إخراج James McTeigue [الإنجليزية]‏.
- 15 ديسمبر – السعي للسعادة من إخراج غابرييل موتشينو.
- 15 ديسمبر – الفوضى من إخراج توني جيجليو.
- 17 ديسمبر – ليلة في المتحف من إخراج شون ليفي.
- 20 ديسمبر – روكي بالبوا من إخراج سيلفستر ستالون.

## برامج ومسلسلات وأنمي
- آفاتار: أسطورة أنج
- حياة جونيبر لي
- فيوتشوراما
- كينغ أوف ذا هيل
- قصص توم وجيري
- هاي هاي بوفي امي يومي

## موسيقى

### ألبومات
من الألبومات التي صدرت هذه السنة في الولايات المتحدة:
- 24 أكتوبر – تايلور سويفت من غناء تايلور سويفت.

## كتب
من الكتب التي صدرت هذه السنة في الولايات المتحدة:
- 1 يناير – الحياة الأمبراطورية في مدينة الزمرد من تأليف Rajiv Chandrasekaran [الإنجليزية]‏.
- 1 يناير – إنيس يا حبيبة روحي من تأليف إيزابيل الليندي.
- 1 يناير – ثلاثة فناجين شاي من تأليف David Oliver Relin [الإنجليزية]‏، غريغ مورتنسون.
- 1 يناير – كافرة من تأليف أيان حرسي علي.
- 1 يناير – لغة الله من تأليف فرانسيس كولينز.
- 1 يناير – ملكة الألبان من تأليف كاثرين جلبرت مردوخ.
- 1 فبراير – المنزل من تأليف دانيال ستيل.
- 16 فبراير – طعام، صلاة، حب من تأليف إليزابيث جيلبرت.
- 8 يونيو – بيت المرح من تأليف أليسون بيكدل.
- 6 سبتمبر – قمر جديد من تأليف ستيفاني ماير.
- 19 سبتمبر – رسالة إلى أمة مسيحية من تأليف سام هاريس.
- 26 سبتمبر – شتاء فرانكي مشين من تأليف دون وينسلو.
- 1 أكتوبر – جرأة الأمل من تأليف باراك أوباما.
- 1 أكتوبر – صاحبة السمو الملكي من تأليف دانيال ستيل.

## مواليد

### مارس
- 20 مارس – بارون ترامب

## وفيات

### يناير
- 1 يناير – هاري ماجدوف (مواليد 1913)
- 12 يناير – ليو ماير (مواليد 1917) فنان من الولايات المتحدة الأمريكية.
- 14 يناير – شيلي وينترز (مواليد 1922)
- 17 يناير – كلارنس راي الن (مواليد 1930) مجرم من الولايات المتحدة الأمريكية.
- 19 يناير – أنتوني فرانشيوسا (مواليد 1928)
- 25 يناير – آنا مالي (مواليد 1967) ممثلة اباحية أمريكية.
- 25 يناير – كريس بن (مواليد 1965) ممثل أمريكي.
- 25 يناير – لوثر غرين (مواليد 1946) لاعب كرة سلة أمريكي.
- 30 يناير – كوريتا سكوت كينغ (مواليد 1927)
- 31 يناير – جورج كوفال (مواليد 1913)

### فبراير
- 4 فبراير – بيتي فريدان (مواليد 1921)
- 5 فبراير – فرانكلين كوفر (مواليد 1928) ممثل أمريكي.
- 9 فبراير – فيل براون (مواليد 1916) ممثل أمريكي.
- 10 فبراير – نورمان شمواي (مواليد 1923)
- 11 فبراير – بيتر بنشلي (مواليد 1940)
- 14 فبراير – ستيف بريسي (مواليد 1950) لاعب كرة سلة من الولايات المتحدة الأمريكية.
- 17 فبراير – بول كار (مواليد 1934) ممثل أمريكي.
- 17 فبراير – هارولد هنتر (مواليد 1974)
- 18 فبراير – ريتشارد برايت (مواليد 1937) ممثل أمريكي.
- 25 فبراير – هنري موريس (مواليد 1918)
- 27 فبراير – كلارنس ماكس فولر (مواليد 1918) فيزيائي أمريكي.
- 28 فبراير – أوين تشمبرلين (مواليد 1920) فيزيائي أمريكي.

### مارس
- 3 مارس – سيمور غرينبرغ (مواليد 1920) لاعب كرة مضرب أمريكي.
- 5 مارس – ريتشارد كوكلينسكي (مواليد 1935)
- 7 مارس – جوردون باركس (مواليد 1912)
- 13 مارس – باتو غوفيداريكا (مواليد 1928) لاعب كرة سلة من الولايات المتحدة الأمريكية.
- 16 مارس – باول فلاهيرتي (مواليد 1964)
- 17 مارس – راي ماير (مواليد 1913)
- 20 مارس – جين سكوت (مواليد 1937) لاعب كرة مضرب من الولايات المتحدة.
- 21 مارس – بوب سيمز (مواليد 1938) لاعب كرة سلة من الولايات المتحدة الأمريكية.
- 23 مارس – ديسموند دوس (مواليد 1919)
- 25 مارس – باك أوينز (مواليد 1929)
- 25 مارس – ريتشارد فليشر (مواليد 1916)
- 28 مارس – كاسبار واينبرغر (مواليد 1917) سياسي أمريكي.

### أبريل
- 3 أبريل – أل هاركر (مواليد 1910) لاعب كرة قدم أمريكي.
- 3 أبريل – توماس أبيركرومبي (مواليد 1930)
- 3 أبريل – جوزيف برنارد (مواليد 1923) ممثل أمريكي.
- 12 أبريل – ويليام كوفين، الابن (مواليد 1924) قس من الولايات المتحدة الأمريكية.
- 17 أبريل – برايس بروكفيلد (مواليد 1920) لاعب كرة سلة أمريكي.
- 17 أبريل – هندرسون فورسيث (مواليد 1917) ممثل أمريكي.
- 20 أبريل – ستانلي هيلر (مواليد 1924) مهندس من الولايات المتحدة الأمريكية.
- 25 أبريل – جاين جاكوبز (مواليد 1916)

### مايو
- 11 مايو – فلويد باترسون (مواليد 1935) ملاكم من الولايات المتحدة الأمريكية.
- 14 مايو – روبرت ميريفيلد (مواليد 1921)
- 21 مايو – بيلي ووكر (مواليد 1929) موسيقي أمريكي.
- 21 مايو – كاثرين دنهام (مواليد 1909)
- 23 مايو – لويد بنتسن (مواليد 1921) سياسي أمريكي.
- 26 مايو – تيد شرودر (مواليد 1921) لاعب كرة مضرب من الولايات المتحدة.
- 27 مايو – بول جليسون (مواليد 1939) ممثل أمريكي.
- 31 مايو – ريموند ديفيس (مواليد 1914)

### يونيو
- 5 يونيو – هارلي رتليدج (مواليد 1926) فيزيائي أمريكي.
- 8 يونيو – روبرت دونر (مواليد 1931) ممثل أمريكي.
- 13 يونيو – ليونارد غراي (مواليد 1951) لاعب كرة سلة أمريكي.
- 17 يونيو – آرثر فرانز (مواليد 1920) ممثل أمريكي.
- 23 يونيو – آرون سبيلنغ (مواليد 1923)

### يوليو
- 3 يوليو – ديك ديكي (مواليد 1926) لاعب كرة سلة أمريكي.
- 6 يوليو – كيسي روجرز (مواليد 1925) ممثلة أمريكية.
- 8 يوليو – جون أليسون (مواليد 1917)
- 11 يوليو – روبرت هيوز (مواليد 1915)
- 13 يوليو – ريد بوتونز (مواليد 1919)
- 16 يوليو – بوب أورتن الأب (مواليد 1929) مصارع محترف من الولايات المتحدة الأمريكية.
- 19 يوليو – جاك واردن (مواليد 1920)
- 20 يوليو – روبرت كورنثويت (مواليد 1917) ممثل أمريكي.
- 23 يوليو – تشارلز برادي (مواليد 1951) رائد فضاء أمريكي.
- 26 نوفمبر – يوليوس باتريك (مواليد 1938) سياسي من الولايات المتحدة الأمريكية.
- 30 يوليو – موراي بوكتشين (مواليد 1921)

### أغسطس
- 2 أغسطس – مايك هنتر (مواليد 1959) ملاكم من الولايات المتحدة الأمريكية.
- 9 أغسطس – جيمس ألفرد فان ألن (مواليد 1914)
- 13 أغسطس – آل هوستاك (مواليد 1916) ملاكم من الولايات المتحدة الأمريكية.
- 17 أغسطس – مورين كينيدي سلمان (مواليد 1936) كاتبة من الولايات المتحدة الأمريكية.
- 21 أغسطس – وليام نوريس (مواليد 1911)
- 28 أغسطس – ملفن شفارتز (مواليد 1932)
- 28 أغسطس – وليام فرانسيس كوين (مواليد 1919) سياسي أمريكي.

### سبتمبر
- 2 سبتمبر – بوب ماثياس (مواليد 1930) سياسي أمريكي.
- 7 سبتمبر – أوزيل جونز (مواليد 1960) لاعب كرة سلة من الولايات المتحدة الأمريكية.
- 8 سبتمبر – توماس لي جج (مواليد 1934) سياسي أمريكي.
- 11 سبتمبر – بات كورلي (مواليد 1930) ممثل أمريكي.
- 13 سبتمبر – آن ريتشاردز (مواليد 1933) سياسية أمريكية.
- 17 سبتمبر – باتريشيا كينيدي لوفورد (مواليد 1924)
- 17 سبتمبر – دوروثي كونستانس ستراتون (مواليد 1899)
- 21 سبتمبر – كيتي فوكس (مواليد 1942)
- 22 سبتمبر – إدوارد ألبرت (مواليد 1951)
- 26 سبتمبر – إيفا توغوري (مواليد 1916)

### أكتوبر
- 5 أكتوبر – جورج كينغ (مواليد 1928)
- 5 أكتوبر – كليفلاند باكنر (مواليد 1938) لاعب كرة سلة أمريكي.
- 7 أكتوبر – آنا بوليتكوفسكايا (مواليد 1958) صحفية روسية.
- 15 أكتوبر – وليام برايت (مواليد 1928) لغوي من الولايات المتحدة الأمريكية.
- 16 أكتوبر – نورمان جايلز (مواليد 1915) عالم وراثة من الولايات المتحدة الأمريكية.
- 28 أكتوبر – ريد أورباخ (مواليد 1917)
- 30 أكتوبر – كليفورد جيرتز (مواليد 1926)

### نوفمبر
- 1 نوفمبر – أدريان شيلي (مواليد 1966) ممثلة أمريكية.
- 5 نوفمبر – هام ريتشاردسون (مواليد 1933) لاعب كرة مضرب من الولايات المتحدة.
- 9 نوفمبر – إد برادلي (مواليد 1941)
- 10 نوفمبر – جاك بالانس (مواليد 1919)
- 16 نوفمبر – ميلتون فريدمان (مواليد 1912)
- 17 نوفمبر – روث براون (مواليد 1928)
- 20 نوفمبر – روبرت ألتمان (مواليد 1925)
- 23 نوفمبر – ويلي بيب (مواليد 1922) ملاكم من الولايات المتحدة الأمريكية.
- 26 نوفمبر – يوليوس باتريك (مواليد 1938) سياسي من الولايات المتحدة الأمريكية.
- 29 نوفمبر – روزالي برادفورد (مواليد 1943)
- 29 نوفمبر – غاري ألكورن (مواليد 1936) لاعب كرة سلة من الولايات المتحدة الأمريكية.

### ديسمبر
- 5 ديسمبر – مايكل جيلدن (مواليد 1962) ممثل أمريكي.
- 7 ديسمبر – جين كيركباتريك (مواليد 1926)
- 9 ديسمبر – مارتين نوديل (مواليد 1915)
- 12 ديسمبر – بول أريزين (مواليد 1928) لاعب كرة سلة أمريكي.
- 12 ديسمبر – بيتر بويل (مواليد 1935) ممثل أمريكي.
- 14 ديسمبر – مايك إيفانز (مواليد 1949) ممثل أمريكي.
- 15 ديسمبر – مات زونيك (مواليد 1919) لاعب كرة سلة أمريكي.
- 17 ديسمبر – ديك أوكيف (مواليد 1923) لاعب كرة سلة من الولايات المتحدة الأمريكية.
- 18 ديسمبر – جوزيف باربيرا (مواليد 1911)
- 20 ديسمبر – إلكان بلاوت (مواليد 1919) عالم كيمياء حيوية من الولايات المتحدة الأمريكية.
- 25 ديسمبر – جيمس براون (مواليد 1933)
- 26 ديسمبر – جيرالد فورد (مواليد 1913) سياسي من الولايات المتحدة الأمريكية.
- 29 ديسمبر – تشارلي تايرا (مواليد 1935) لاعب كرة سلة أمريكي.
- 30 ديسمبر – فرانك كامبانيلا (مواليد 1919)
- 31 ديسمبر – سيمور مارتن ليبست (مواليد 1922) عالم اجتماع أمريكي.